# CBA Kereskedelm
CBA Kereskedelm eller CBA er en ungarsk dagligvarekoncern med 5.200 dagligvarebutikker. De har forretninger i Bulgarien, Litauen, Tjekkiet, Kroatien, Ungarn, Polen, Rumænien, Serbien og Slovakiet.
Butikkerne omfatter supermarkedeskæden CBA, discountbutikskæden BA Cent og hypermarkedskæden Príma.
CBA blev etableret i Budapest i 1992 med udgangspunkt i 17 købmandsforretninger.